# Xorides erythrothorax
Xorides erythrothorax är en stekelart som först beskrevs av Turner 1919.  Xorides erythrothorax ingår i släktet Xorides och familjen brokparasitsteklar. Inga underarter finns listade i Catalogue of Life.